# Àrea protegida
Les àrees protegides són espais creats per la societat en el seu conjunt, articulant esforços que garanteixin la vida en condicions de benestar, és a dir, la conservació de la biodiversitat així com el manteniment dels processos ecològics necessaris per a la seua preservació i el desenvolupament d'Homo sapiens.
Les àrees protegides contribueixen a la conservació del patrimoni natural i cultural del país i ajuden a reduir les pressions causades per algunes activitats humanes sobre aquests ambients. En elles, l'impacte es redueix a la mínima expressió i, per tant, es transformen en llocs de referència per a apreciar els efectes de la protecció.

## Llocs que poden ser àrees protegides
- Parc natural
- Parc Nacional: àrees on existeixen un o diversos ecosistemes que no es troben significativament alterats per l'explotació i ocupació humana. Aquestes àrees tenen espècies vegetals i animals, llocs geomorfològics o hàbitats que ameriten un especial interès científic, educatiu i recreatiu, o representen paisatges naturals d'una bellesa excepcional.

- Monument natural: àrees que contenen normalment un o diversos elements naturals específics de notable importància nacional, tals com una formació geològica, un lloc natural únic, espècies o hàbitats o vegetals que podrien estar amenaçats. En aquests llocs la intervenció humana, si és que està permesa, és molt lleu i està baix control estricte.

- Paisatge protegit: superfície de territori, terrestre o marí, en el qual l'home ha intervingut significativament l'ambient però que, juntament amb la naturalesa, ha produït una zona de caràcter definit, de singular bellesa escènica o amb valor de testimoniatge natural, i que podrà contenir valors ecològics o culturals.

- Llocs de protecció: aquelles àrees relativament menudes que posseeixen valor crític, a causa que:

1. Tenen espècies de flora o fauna rellevants.
2. En elles es compleixen etapes claus del cicle biològic d'algunes espècies.
3. Són importants per l'ecosistema que integren.
4. Contenen manifestacions geològiques, geomorfològiques o arqueològiques rellevants.